# 梁禎
梁祯（1227年—1297年），字用之，元朝将领，大名元城县（今河北省大名县西南）人。
金朝末年，河北大乱，梁祯父梁千聚众自保，后率所部降蒙古，授金吾卫上将军、大名兵马都总管。宁将彭义斌渡河，各处响应，梁千搜出城内倡乱之人杀死。1231年，大名守将苏椿反蒙，大将阿术鲁想要屠城，梁千向阿术鲁奉送金帛请命，于是获免。梁千卒，长子梁汴袭职。伐南宋，复籍新军，蒙古选择诸将子弟为统领，中书、枢密建议让梁汴统领。梁祯请代兄长出战，二府使其摄新军千户，镇睢州。元军伐南宋，与宋将夏貴相持，梁祯率所部分击，以功授新军千户。中统三年，李璮反蒙古，梁祯摄本军元帅讨伐。李璮善战，多杀蒙古将士，李璮被杀后，诸将建议屠杀降众，梁祯认为李璮逆党都是江淮人，不是土著，应该分别胁从，以安定新土。至元十一年，改镇邳州。至元十三年，随元军攻常州，以先登之功，擢升为武义将军，佩金符。江南平定后，改镇绍兴。至元三十年致仕，大德元年去世，年七十岁。子梁绍祖袭千户。